# Pheidole amplificata
Pheidole amplificata är en myrart som beskrevs av Hugo Viehmeyer 1914. Pheidole amplificata ingår i släktet Pheidole och familjen myror. Inga underarter finns listade i Catalogue of Life.